# Sylvan Barnet
Sylvan Saul Barnet (n. decembrie 1926, New York City, New York, SUA – d. 11 ianuarie 2016) a fost un critic literar american, cercetător al operei lui Shakespeare. A fost profesor de literatura engleză la Universitatea Tufts și editor general al colecției Signet Classics Shakespeare.

## Biografie
Barnet s-a născut în Brooklyn, New York și a urmat studii la Liceul Erasmus Hall. Tatăl său era tăbăcar. Barnet a servit în Armata SUA la sfârșitul celui de-al Doilea Război Mondial. A obținut diploma de licență la New York University în 1948, apoi a absolvit studii de masterat în 1950 și de doctorat în 1954 la Universitatea Harvard. În 1951 Barnet l-a cunoscut pe William C. Burto. Cei doi au devenit parteneri de viață în 1952.
După absolvirea studiilor de doctorat, Barnet a devenit profesor la Universitatea Tufts, unde a predat literatură engleză din 1954 până în 1984 și a deținut pentru mai multe mandate funcția de președinte al Departamentului de Limba și Literatura Engleză. A fost primul membru evreu al departamentului.
A scris numeroase cărți și articole despre William Shakespeare, printre care A Short Guide to Shakespeare. La începutul anilor 1960 Barnet a propus editurii New American Library să creeze o colecție nouă cu piesele de teatru ale lui Shakespeare, care să fie destinată studenților. Volumele din colecția Signet Classics Shakespeare aveau un preț redus și conțineau o piesă de teatru a dramaturgului englez, un eseu general al lui Barnet despre viața și epoca lui Shakespeare, un eseu introductiv despre acea piesă a unui specialist cunoscut și extrase din unele surse de inspirație ale lui Shakespeare.
Barnet a fost coautor (alături de Burto) al unor eseuri pe diferite aspecte ale artei japoneze. Scrierile lor despre artă au fost inspirate din impresionanta colecție personală a cuplului, care a fost donată, după moartea lor, la patru muzee diferite. El a elaborat, de asemenea, mai multe manuale pe teme literare sau artistice. În total, Barnet a scris (singur sau în colaborare) sau editat peste patruzeci de cărți în cursul vieții sale.
Barnet a locuit în Cambridge, Massachusetts, împreună cu Burto, până la moartea acestuia din urmă în 2013. A murit la domiciliul său din cauza unei tumori cerebrale în 11 ianuarie 2016, la vârsta de 89 de ani.

## Opera (selecție)
- Eight Great Tragedies, împreună cu William Burto și Morton Berman, Penguin Group (USA), 1996, ISBN: 978-0-452-01172-4
- A Short Guide to Shakespeare, An Original Harvest Book, New York, 1972, ISBN: 0-15-681800-0
- Short Guide to Writing about Literature, împreună cu William E. Cain, Longman, Boston, ed. a XII-a, 2012, ISBN: 0-205-11845-3
- The Written Image: Japanese Calligraphy and Painting from the Sylvan Barnet and William Burto collection, în colaborare cu Miyeko Murase și cu Metropolitan Museum of Art, Yale University Press, New Haven, 2002, ISBN: 0-300-09689-5
- A Short Guide to Writing about Art, Addison-Wesley Educational Publishers, ed. a X-a, 2011, ISBN: 0-673-39195-7
- Shakespeare's Merchant of Venice: A Collection of Critical Essays, Prentice Hall, iunie 1970, ISBN: 0-13-577155-2
- An Introduction to Literature, împreună cu William Burto și William E. Cain, Longman, ed. a XVI-a, 2010, ISBN: 0-205-63309-9
- Types of Drama: Plays and Contexts, împreună cu William C. Burto, Lesley Ferris și Gerald Rabkin, Longman, 2001, ISBN: 0-321-06506-9
- Zen Ink Paintings (Great Japanese Art), împreună cu William Burto, Kodansha Amer Inc, octombrie 1982, ISBN: 0-87011-521-9
- Current Issues and Enduring Questions: A Guide to Critical Thinking and Argument, with Readings, împreună cu Hugo Bedau, Bedford/St. Martin's, iulie 2010, ISBN: 0-312-54732-3

## Legături externe
- OpenLibrary version of A Short Guide to Shakespeare